# Quartier Esquirol (Toulouse)
Pour les articles homonymes, voir Esquirol (homonymie).
Esquirol est un quartier de l'hypercentre de Toulouse. Il s'organise autour de la place Esquirol.

## Toponymie
La place a été nommée « Esquirol » en 1893, en hommage au médecin aliéniste Jean-Étienne Esquirol dont la maison natale se situait à proximité.

## Histoire
Sur l'emplacement actuel de place Esquirol se trouvait la « Halle de Pierre », démolie en 1863. Un marché couvert lui succéda, lui aussi démoli en 1892. La place dans sa configuration actuelle fut dégagée à la fin du XIXe siècle pour relier la rue de Metz, créée un peu plus tôt, au Pont-Neuf.

## Description
Le quartier compte de nombreuses boutiques et plusieurs cafés.

## Voies de communications et transports

### Transports en commun
Le quartier est bien relié au réseau de transports en commun de Toulouse, surtout grâce à la place Esquirol : celle-ci accueille en effet une station de métro (la station Esquirol) ainsi qu'un important arrêt pour de nombreuses lignes de bus. La place abrite également un parking souterrain.
- Esquirol
  - L8L9 121444NoctambusVille
- Carmes (à proximité directe)
  - 12NoctambusVille

## À proximité
- Chambre de commerce et d'industrie de Toulouse
- École supérieure des beaux-arts de Toulouse
- Musée des Augustins
- Pont-Neuf